# Едвард Саїд
Е́двард Ваді́ Саї́д (англ. Edward Wadie Saïd, араб. إدوارد وديع سعيد; нар. 1 листопада 1935, Єрусалим — пом. 25 вересня 2003, Нью-Йорк) — американський літературний критик палестинського походження, палестинський політичний активіст. Основоположник постколоніальної теорії.
У своєму дослідженні «Орієнталізм» Саїд проаналізував упереджене ставлення Заходу до Сходу протягом історії.

## Біографія
Едвард Саїд народився 1 листопада 1935 в Єрусалимі. Його батько був палестинським бізнесменом і мав американське громадянство, а мати була палестинкою-християнкою. В 1948 р. під час арабо-ізраїльскої війни його родина стала біженцями в США. Саїд вчився в Принстонському й Гарвардському університетах, з 1963 р. — професор англійської літератури й компаративістики в Колумбійському університеті, з 1999 р. — президент Асоціації сучасних мов. Критикував американську політику на Близькому Сході. Був також музичним критиком. Помер Едвард Саїд 25 вересня 2003 р. в Нью-Йорку від лейкемії.

## Основні твори
- Орієнталізм (Orientalism, 1978)
- Палестинське питання (The Question of Palestine, 1979)
- Іслам у фокусі. Як засоби масової інформації та фахівці формують наше бачення решти світу (Covering Islam: How the Media and the Experts Determine How We See the Rest of the World, 1981)
- Культура й імперіялізм (Culture and Imperialism, 1993)
- Щодо пізнього стилю. Музика та література проти шерсті (On Late Style: Music and Literature Against the Grain, 2007)

## Українські переклади
- Едвард В. Саїд. Вступ до книги «Орієнталізм» // «Всесвіт» (Київ). — 1996. — №3. — Стор. 146-155.
- Едвард В. Саїд. Орієнталізм. — К.: «Основи», 2001. — 511 с.
- Едвард Саїд. Зіткнення невігластв // «Критика» (Київ). — 2001. — №11 (49).
- Едвард Саїд. Думки про Америку // «Критика» (Київ). — 2002. — №5 (55).
- Едвард Саїд. Публічна роль письменників та інтелектуалів // «Критика» (Київ). — 2003. — №1-2 (63-64).
- Едвард Саїд. Культура й імперіялізм. — К.: «Критика», 2007. — 608 с.
- Едвард В. Саїд. Про Жана Жене // «Всесвіт» (Київ). — 2011. — №7/8. — Стор. 206-217.
- Едвард Саїд. Гуманізм і демократична критика. – К.: «Медуза», 2014. – 144 с.